# Olympische Sommerspiele 1928/Teilnehmer (Deutsches Reich)
| Gelbes Symbol für Goldmedaillen mit stilisierten Olympischen Ringen | Graues Symbol für Silbermedaillen mit stilisierten Olympischen Ringen | Braundes Symbol für Bronzemedaillen mit stilisierten Olympischen Ringen |
| ------------------------------------------------------------------- | --------------------------------------------------------------------- | ----------------------------------------------------------------------- |
| 10                                                                  | 7                                                                     | 14                                                                      |

Deutschland nahm an den Olympischen Sommerspielen 1928 in Amsterdam, Niederlande, mit einer Mannschaft von 214 Sportlern (190 Männer und 40 Frauen) teil.
Bei der Eröffnungsfeier war der Leichtathlet Ernst Paulus der Fahnenträger beim Einmarsch der Nationen.

## Medaillen

### Medaillenspiegel
Die Angabe der Anzahl der Wettbewerbe bezieht sich auf die mit deutscher Beteiligung.
| Rang   | Sportart           | Goldmedaille – Olympiasieger | Silbermedaille – 2. Platz | Bronzemedaille – 3. Platz | Gesamt | Wettbewerbe |
| ------ | ------------------ | ---------------------------- | ------------------------- | ------------------------- | ------ | ----------- |
| 1      | Gewichtheben       | 2                            | —                         | 1                         | 3      | 5           |
| 2      | Reiten             | 2                            | —                         | 1                         | 3      | 6           |
| 3      | Leichtathletik     | 1                            | 2                         | 6                         | 9      | 21          |
| 4      | Ringen             | 1                            | 2                         | 1                         | 4      | 6           |
| 5      | Schwimmen          | 1                            | 1                         | 1                         | 3      | 10          |
| 6      | Fechten            | 1                            | 1                         | 1                         | 3      | 7           |
| 7      | Rudern             | 1                            | —                         | —                         | 1      | 6           |
| 7      | Wasserball         | 1                            | —                         | —                         | 1      | 1           |
| 9      | Boxen              | —                            | 1                         | —                         | 1      | 8           |
| 10     | Radsport           | —                            | —                         | 1                         | 1      | 5           |
| 11     | Moderner Fünfkampf | —                            | —                         | 1                         | 1      | 1           |
| 11     | Hockey             | —                            | —                         | 1                         | 1      | 1           |
| Gesamt | Gesamt             | 10                           | 7                         | 14                        | 31     |             |

### Medaillengewinner

#### Gold
| Name(n) | Sportart       | Wettkampf               |
| --- | -------------- | ----------------------- |
| Helene Mayer                                                                                                 | Fechten        | Frauen, Florett, Einzel |
| Kurt Helbig                                                                                                  | Gewichtheben   | Leichtgewicht           |
| Josef Straßberger                                                                                            | Gewichtheben   | Schwergewicht           |
| Lina Radke                                                                                                   | Leichtathletik | Frauen, 800 Meter       |
| Carl-Friedrich von Langen                                                                                    | Reiten         | Dressur, Einzel         |
| Carl-Friedrich von Langen Hermann Linkenbach Eugen von Lotzbeck                                              | Reiten         | Dressur, Mannschaft     |
| Kurt Leucht                                                                                                  | Ringen         | Bantamgewicht           |
| Kurt Moeschter Bruno Müller                                                                                  | Rudern         | Zweier ohne Steuermann  |
| Hilde Schrader                                                                                               | Schwimmen      | Frauen, 200 Meter Brust |
| Max Amann Karl Bähre Emil Benecke Johannes Blank Otto Cordes Fritz Gunst Erich Rademacher Joachim Rademacher | Wasserball     | Männerwettbewerb        |

#### Silber
| Name                                                            | Sportart       | Wettkampf                             |
| --------------------------------------------------------------- | -------------- | ------------------------------------- |
| Ernst Pistulla                                                  | Boxen          | Halbschwergewicht                     |
| Erwin Casmir                                                    | Fechten        | Florett, Einzel                       |
| Georg Lammers Richard Corts Hubert Houben Helmut Körnig         | Leichtathletik | 4 × 100 Meter                         |
| Otto Neumann Richard Krebs Harry Werner Storz Hermann Engelhard | Leichtathletik | 4 × 400 Meter                         |
| Eduard Sperling                                                 | Ringen         | Leichtgewicht, griechisch-römisch     |
| Adolf Rieger                                                    | Ringen         | Halbschwergewicht, griechisch-römisch |
| Erich Rademacher                                                | Schwimmen      | 200 Meter Brust                       |

#### Bronze
| Name | Sportart           | Wettkampf                         |
| --- | ------------------ | --------------------------------- |
| Olga Oelkers | Fechten            | Frauen, Florett, Einzel           |
| Hans Wölpert | Gewichtheben       | Federgewicht                      |
| Georg Brunner Werner Proft Heinz Wöltje Heinz Förstendorf Theodor Haag Erich Zander Herbert Müller Bruno Boche Friedrich Horn Herbert Hobein Herbert Kemmer Werner Freyberg Erwin Franzkowiak Hans Haußmann Kurt Haverbeck Aribert Heymann Karl-Heinz Irmer Gerd Strantzen Rolf Wollner | Hockey             | Männerturnier                     |
| Georg Lammers | Leichtathletik     | 100 Meter                         |
| Helmut Körnig | Leichtathletik     | 200 Meter                         |
| Joachim Büchner | Leichtathletik     | 400 Meter                         |
| Hermann Engelhard | Leichtathletik     | 800 Meter                         |
| Emil Hirschfeld | Leichtathletik     | Kugelstoßen                       |
| Rosa Kellner Leni Schmidt Anni Holdmann Leni Junker | Leichtathletik     | Frauen, 4 × 100 Meter             |
| Helmuth Kahl | Moderner Fünfkampf | Einzel                            |
| Hans Bernhardt Karl Köther | Radsport           | Tandem                            |
| Bruno Neumann | Reiten             | Vielseitigkeit, Einzel            |
| Georg Gehring | Ringen             | Schwergewicht, griechisch-römisch |
| Lotte Mühe | Schwimmen          | Frauen, 200 Meter Brust           |

## Teilnehmer nach Sportarten

### Boxen
| Athleten        | Wettbewerb        | Sechzehntelfinale | Sechzehntelfinale     | Achtelfinale      | Achtelfinale          | Viertelfinale   | Viertelfinale         | Halbfinale    | Halbfinale            | Finale          | Finale                | Rang   |
| Athleten        | Wettbewerb        | Gegner            | Ergebnis              | Gegner            | Ergebnis              | Gegner          | Ergebnis              | Gegner        | Ergebnis              | Gegner          | Ergebnis              | Rang   |
| --------------- | ----------------- | ----------------- | --------------------- | ----------------- | --------------------- | --------------- | --------------------- | ------------- | --------------------- | --------------- | --------------------- | ------ |
| Männer          |                   |                   |                       |                   |                       |                 |                       |               |                       |                 |                       |        |
| Hubert Ausböck  | Fliegengewicht    | –                 | –                     | Lennart Bohman    | gewonnen nach Punkten | Antal Kocsis    | verloren nach Punkten | ausgeschieden | ausgeschieden         | ausgeschieden   | ausgeschieden         | 5      |
| Hans Ziglarski  | Bantamgewicht     | –                 | –                     | Vince Glionna     | verloren nach Punkten | ausgeschieden   | ausgeschieden         | ausgeschieden | ausgeschieden         | ausgeschieden   | ausgeschieden         | 9      |
| Elimar Kloos    | Federgewicht      | –                 | –                     | Lucian Biquet     | verloren nach Punkten | ausgeschieden   | ausgeschieden         | ausgeschieden | ausgeschieden         | ausgeschieden   | ausgeschieden         | 9      |
| Franz Dübbers   | Leichtgewicht     | Håkon Lind        | gewonnen nach Punkten | Pascual Bonfiglio | verloren nach Punkten | ausgeschieden   | ausgeschieden         | ausgeschieden | ausgeschieden         | ausgeschieden   | ausgeschieden         | 9      |
| William Walther | Weltergewicht     | Leonard Hall      | verloren nach Punkten | ausgeschieden     | ausgeschieden         | ausgeschieden   | ausgeschieden         | ausgeschieden | ausgeschieden         | ausgeschieden   | ausgeschieden         | 17     |
| Albert Leidmann | Mittelgewicht     | Georgios Kaldis   | gewonnen nach Punkten | Léonard Seyaert   | verloren nach Punkten | ausgeschieden   | ausgeschieden         | ausgeschieden | ausgeschieden         | ausgeschieden   | ausgeschieden         | 9      |
| Ernst Pistulla  | Halbschwergewicht | –                 | –                     | Leon Lucas        | gewonnen nach Punkten | William Murphy  | gewonnen nach Punkten | Karel Miljon  | gewonnen nach Punkten | Víctor Avendaño | verloren nach Punkten | Silber |
| Hans Schönrath  | Schwergewicht     | –                 | –                     | –                 | –                     | Nils Arvid Ramm | verloren nach Punkten | ausgeschieden | ausgeschieden         | ausgeschieden   | ausgeschieden         | 5      |

### Fechten
| Athleten                                                                            | Wettbewerb         | 1. Runde | 1. Runde | 2. Runde | 2. Runde | Halbfinale    | Halbfinale    | Finale        | Finale        | Rang   |
| Athleten                                                                            | Wettbewerb         | Siege    | Rang     | Siege    | Rang     | Siege         | Rang          | Siege         | Rang          | Rang   |
| ----------------------------------------------------------------------------------- | ------------------ | -------- | -------- | -------- | -------- | ------------- | ------------- | ------------- | ------------- | ------ |
| Frauen                                                                              |                    |          |          |          |          |               |               |               |               |        |
| Helene Mayer                                                                        | Florett            | 5        | 2        | –        | –        | 6             | 1             | 7             | 1             | Gold   |
| Olga Oelkers                                                                        | Florett            | 4        | 1        | –        | –        | 4             | 3             | 4             | 3             | Bronze |
| Erna Sondheim                                                                       | Florett            | 5        | 1        | –        | –        | 4             | 3             | 3             | 4             | 4      |
| Männer                                                                              |                    |          |          |          |          |               |               |               |               |        |
| Theodor Fischer                                                                     | Degen              | 4        | 4        | 1        | 12       | ausgeschieden | ausgeschieden | ausgeschieden | ausgeschieden | 19     |
| Hans Halberstadt                                                                    | Degen              | 5        | 5        | 7        | 3        | 0             | 9             | ausgeschieden | ausgeschieden | 11     |
| Fritz Jack                                                                          | Degen              | 3        | 6        | 4        | 9        | ausgeschieden | ausgeschieden | ausgeschieden | ausgeschieden | 19     |
| Fritz Gazzera                                                                       | Florett            | 3        | 2        | –        | –        | 4             | 4             | 4             | 8             | 8      |
| Julius Thomson                                                                      | Florett            | 2        | 7        | –        | –        | ausgeschieden | ausgeschieden | ausgeschieden | ausgeschieden | 24     |
| Erwin Casmir                                                                        | Florett            | 4        | 2        | –        | –        | 6             | 1             | 9             | 1             | Silber |
| Erwin Casmir                                                                        | Säbel              | 4        | 1        | –        | –        | 6             | 2             | 6             | 6             | 6      |
| Heinrich Moos                                                                       | Säbel              | 4        | 2        | –        | –        | 2             | 6             | ausgeschieden | ausgeschieden | 13     |
| Hans Thomson                                                                        | Säbel              | 4        | 3        | –        | –        | 4             | 2             | 0             | 12            | 12     |
| Theodor Fischer Fritz Gazzera Hans Halberstadt Fritz Jack                           | Degen Mannschaft   | 1        | 1        | 1⁄2      | 4        | ausgeschieden | ausgeschieden | ausgeschieden | ausgeschieden | 9      |
| Erwin Casmir Fritz Gazzera Julius Thomson Wilhelm Löffler August Heim Heinrich Moos | Florett Mannschaft | 1        | 3        | –        | –        | ausgeschieden | ausgeschieden | ausgeschieden | ausgeschieden | 11     |
| Erwin Casmir Heinrich Moos Hans Halberstadt Hans Thomson                            | Säbel Mannschaft   | 1        | 1        | –        | –        | 2             | 2             | 0             | 4             | 4      |

### Fußball
| Wettbewerb    | Männer |
| ------------- | --- |
| Athleten      | Ernst Albrecht Albert Beier Paul Gehlhaar Hans Gruber Konrad Heidkamp Ludwig Hofmann Richard Hofmann Franz Horn Josef Hornauer Hans Kalb Georg Knöpfle Emil Kutterer Ernst Kuzorra Ludwig Leinberger Josef Müller Ernst Nagelschmitz Josef Pöttinger Baptist Reinmann Josef Schmitt Heinrich Stuhlfauth Heinrich Weber Hans Wentorf |
| Trainer       | Otto Nerz |
| Achtelfinale  | Schweiz 4:0 (2:0) |
| Viertelfinale | Uruguay 1:4 (0:2) |
| Halbfinale    | ausgeschieden |
| Finale        | ausgeschieden |
| Platzierung   | 5. |

### Gewichtheben
| Athleten          | Wettbewerb        | Drücken (kg) | Reißen (kg) | Umsetzen & Stoßen (kg) | Gesamtgewicht (kg) | Rang   |
| ----------------- | ----------------- | ------------ | ----------- | ---------------------- | ------------------ | ------ |
| Männer            |                   |              |             |                        |                    |        |
| Hans Wölpert      | Federgewicht      | 92,5 OR      | 82,5        | 107,5                  | 282,5              | Bronze |
| Eugen Mühlberger  | Federgewicht      | 70,0         | 80,0        | 105,0                  | 255,0              | 12     |
| Kurt Helbig       | Leichtgewicht     | 90,0 OR      | 97,5        | 135,0 OR               | 322,5 OR           | Gold   |
| Willi Reinfrank   | Leichtgewicht     | 90,0 OR      | 90,0        | 120,0                  | 295,0              | 5      |
| Wilhelm Hoffmann  | Mittelgewicht     | 90,0         | 95,0        | 120,0                  | 305,0              | 6      |
| Franz Zinner      | Mittelgewicht     | 87,5         | 100,0       | 135,0 OR               | 322,5              | 4      |
| Karl Bierwirth    | Halbschwergewicht | 95,0         | 95,0        | 125,0                  | 315,0              | 7      |
| Jakob Vogt        | Halbschwergewicht | 100,0 OR     | 105,0       | 130,0                  | 335,0              | 4      |
| Josef Straßberger | Schwergewicht     | 122,5 OR     | 107,5       | 142,5                  | 372,5 OR           | Gold   |
| Hermann Volz      | Schwergewicht     | 97,5         | 110,0       | 132,5                  | 340,0              | 11     |

### Hockey
| Wettbewerb      | Männer |
| --------------- | --- |
| Athleten        | Bruno Boche Georg Brunner Heinz Förstendorf Erwin Franzkowiak Werner Freyberg Theodor Haag Hans Haußmann Kurt Haverbeck Aribert Heymann Herbert Hobein Friedrich Horn Karl-Heinz Irmer Herbert Kemmer Friedrich Lincke Herbert Müller Werner Proft Heinz Schäfer Gerd Strantzen Kurt Weiß Rolf Wollner Heinz Wöltje Erich Zander |
| Vorrunde        | Spanien 5:1 (4:0) Niederlande 1:2 (1:2) Frankreich 2:0 (2:0) |
| Spiel um Bronze | Belgien 3:0 |
| Platzierung     | Bronze |

### Leichtathletik
Laufen und Gehen
| Athleten                                                        | Wettbewerb        | Vorlauf       | Vorlauf | Viertelfinale | Viertelfinale | Halbfinale    | Halbfinale    | Finale        | Finale        | Rang          |
| Athleten                                                        | Wettbewerb        | Zeit          | Rang    | Zeit          | Rang          | Zeit          | Rang          | Zeit          | Rang          | Rang          |
| --------------------------------------------------------------- | ----------------- | ------------- | ------- | ------------- | ------------- | ------------- | ------------- | ------------- | ------------- | ------------- |
| Frauen                                                          |                   |               |         |               |               |               |               |               |               |               |
| Anni Holdmann                                                   | 100 m             | 13,0 s        | 1       | –             | –             | unbekannt     | 4             | ausgeschieden | ausgeschieden | 6–14          |
| Leni Junker                                                     | 100 m             | 12,8 s        | 1       | –             | –             | unbekannt     | 5             | ausgeschieden | ausgeschieden | 7–15          |
| Leni Schmidt                                                    | 100 m             | 12,8 s        | 1       | –             | –             | 12,8 s        | 1             | DSQ           | DSQ           | DSQ           |
| Erna Steinberg                                                  | 100 m             | 12,8 s        | 1       | –             | –             | 12,9 s        | 2             | 12,4 s        | 4             | 4             |
| Marie Dollinger                                                 | 800 m             | 2:22,4 min OR | 1       | –             | –             | –             | –             | 2:23,0 min    | 7             | 7             |
| Lina Radke                                                      | 800 m             | 2:26,0 min    | 1       | –             | –             | –             | –             | 2:16,8 min WR | 1             | Gold          |
| Elisabeth Oestreich                                             | 800 m             | unbekannt     | 5       | –             | –             | –             | –             | ausgeschieden | ausgeschieden | 11–24         |
| Elfriede Wever                                                  | 800 m             | unbekannt     | 3       | –             | –             | –             | –             | unbekannt     | 9             | 9             |
| Anni Holdmann Leni Junker Leni Schmidt Rosa Kellner             | 4 × 100-m-Staffel | 49,8 s        | 3       | –             | –             | –             | –             | 49,0 s        | 3             | Bronze        |
| Männer                                                          |                   |               |         |               |               |               |               |               |               |               |
| Richard Corts                                                   | 100 m             | 11,0 s        | 2       | 11,0 s        | 2             | 10,8 s        | 5             | ausgeschieden | ausgeschieden | 9             |
| Hubert Houben                                                   | 100 m             | 11,0 s        | 1       | unbekannt     | 2             | 10,7 s        | 4             | ausgeschieden | ausgeschieden | 7             |
| Georg Lammers                                                   | 100 m             | 10,8 s        | 1       | unbekannt     | 2             | 10,7 s        | 2             | 10,9 s        | 3             | Bronze        |
| Friedrich-Wilhelm Wichmann                                      | 100 m             | DNS           | DNS     | ausgeschieden | ausgeschieden | ausgeschieden | ausgeschieden | ausgeschieden | ausgeschieden | ausgeschieden |
| Helmut Körnig                                                   | 200 m             | 23,4 s        | 1       | 21,6 s        | 1             | 21,8 s        | 1             | 21,9 s        | 3             | Bronze        |
| Hermann Schlöske                                                | 200 m             | 25,0 s        | 2       | unbekannt     | 3             | ausgeschieden | ausgeschieden | ausgeschieden | ausgeschieden | 12–17         |
| Jakob Schüller                                                  | 200 m             | 22,0 s        | 1       | 22,0 s        | 1             | 22,1 s        | 3             | 22,2 s        | 6             | 6             |
| Joachim Büchner                                                 | 400 m             | 50,2 s        | 1       | 48,6 s        | 1             | 48,6 s        | 1             | 48,2 s        | 3             | Bronze        |
| Otto Neumann                                                    | 400 m             | 50,6 s        | 1       | unbekannt     | 3             | ausgeschieden | ausgeschieden | ausgeschieden | ausgeschieden | 13–28         |
| Harry Werner Storz                                              | 400 m             | 50,6 s        | 1       | 49,4 s        | 1             | 49,0 s        | 3             | 48,8 s        | 5             | 5             |
| Reinhold Schmidt                                                | 400 m             | 50,0 s        | 1       | unbekannt     | 4             | ausgeschieden | ausgeschieden | ausgeschieden | ausgeschieden | 14–29         |
| Hermann Engelhard                                               | 800 m             | 1:57,0 min    | 2       | –             | –             | 1:56,8 min    | 3             | 1:53,2 min    | 3             | Bronze        |
| Fredy Müller                                                    | 800 m             | 1:59,4 min    | 3       | –             | –             | 1:53,8 min    | 6             | ausgeschieden | ausgeschieden | 12            |
| Wilhelm Tarnogrocki                                             | 800 m             | 1:59,9 min    | 4       | –             | –             | ausgeschieden | ausgeschieden | ausgeschieden | ausgeschieden | 25–35         |
| Otto Peltzer                                                    | 800 m             | 1:57,4 min    | 1       | –             | –             | 1:56,3 min    | 5             | ausgeschieden | ausgeschieden | 14–15         |
| Otto Peltzer                                                    | 1500 m            | unbekannt     | 4       | –             | –             | –             | –             | ausgeschieden | ausgeschieden | 16–38         |
| Herbert Böcher                                                  | 1500 m            | 3:59,6        | 1       | –             | –             | –             | –             | DNF           | DNF           | DNF           |
| Helmuth Krause                                                  | 1500 m            | unbekannt     | 2       | –             | –             | –             | –             | 3:59,0 min    | 7             | 7             |
| Hans Wichmann                                                   | 1500 m            | 4:03,0 min    | 1       | –             | –             | –             | –             | 3:56,8 min    | 4             | 4             |
| Willi Boltze                                                    | 5000 m            | –             | –       | –             | –             | 15:33,0 min   | 7             | ausgeschieden | ausgeschieden | 15–22         |
| Otto Kohn                                                       | 5000 m            | –             | –       | –             | –             | unbekannt     | 5             | ausgeschieden | ausgeschieden | 11–25         |
| Johannes Steinhardt                                             | 110 m Hürden      | unbekannt     | 2       | –             | –             | 15,3 s        | 4             | ausgeschieden | ausgeschieden | 11–16         |
| Paul Gerhardt                                                   | Marathon          | –             | –       | –             | –             | –             | –             | 3:09:30 h     | 50            | 50            |
| Paul Hempel                                                     | Marathon          | –             | –       | –             | –             | –             | –             | 2:52:01 h     | 31            | 31            |
| Georg Hoerger                                                   | Marathon          | –             | –       | –             | –             | –             | –             | 2:59:01 h     | 46            | 46            |
| Kurt Schneider                                                  | Marathon          | –             | –       | –             | –             | –             | –             | 2:59:36 h     | 47            | 47            |
| Hans Stelges                                                    | Marathon          | –             | –       | –             | –             | –             | –             | 2:45:27 h     | 19            | 19            |
| Franz Wanderer                                                  | Marathon          | –             | –       | –             | –             | –             | –             | DNF           | DNF           | DNF           |
| Georg Lammers Richard Corts Hubert Houben Helmut Körnig         | 4 × 100-m-Staffel | unbekannt     | 2       | –             | –             | –             | –             | 41,2 s        | 2             | Silber        |
| Otto Neumann Harry Werner Storz Hermann Engelhard Richard Krebs | 4 × 400-m-Staffel | 3:20,8 min    | 1       | –             | –             | –             | –             | 3:14,8 min    | 2             | Silber        |

Springen und Werfen
| Athleten               | Wettbewerb     | Qualifikation | Qualifikation | Finale        | Finale        | Rang   |
| Athleten               | Wettbewerb     | Weite/Höhe    | Rang          | Weite/Höhe    | Rang          | Rang   |
| ---------------------- | -------------- | ------------- | ------------- | ------------- | ------------- | ------ |
| Frauen                 |                |               |               |               |               |        |
| Elisabeth Bonetsmüller | Hochsprung     | 1,40 m        | 1             | 1,40 m        | 18            | 18     |
| Inge Braumüller        | Hochsprung     | 1,40 m        | 1             | 1,48 m        | 7             | 7      |
| Helma Notte            | Hochsprung     | 1,40 m        | 1             | 1,48 m        | 6             | 6      |
| Grete Heublein         | Diskuswurf     | 35,56 m       | 3             | 35,56 m       | 5             | 5      |
| Charlotte Mäder        | Diskuswurf     | 32,22 m       | 9             | ausgeschieden | ausgeschieden | 9      |
| Paula Mollenhauer      | Diskuswurf     | 30,94 m       | 12            | ausgeschieden | ausgeschieden | 12     |
| Milly Reuter           | Diskuswurf     | 34,75 m       | 4             | 35,86 m       | 4             | 4      |
| Männer                 |                |               |               |               |               |        |
| Wolf Boneder           | Hochsprung     | 1,83 m        | 1             | 1,80 m        | 16            | 16     |
| Fritz Huhn             | Hochsprung     | 1,83 m        | 1             | 1,70 m        | 17            | 17     |
| Fritz Köpke            | Hochsprung     | 1,83 m        | 1             | 1,84 m        | 11            | 11     |
| Julius Müller          | Stabhochsprung | 3,66 m        | 1             | 3,65 m        | 9             | 9      |
| Rudolf Dobermann       | Weitsprung     | 6,91 m        | 18            | ausgeschieden | ausgeschieden | 18     |
| Erich Köchermann       | Weitsprung     | 7,35 m        | 5             | 7,35 m        | 5             | 5      |
| Willi Meier            | Weitsprung     | 7,39 m        | 4             | 7,39 m        | 4             | 4      |
| Helmut Schlöske        | Weitsprung     | 6,99 m        | 15            | ausgeschieden | ausgeschieden | 15     |
| Emil Hirschfeld        | Kugelstoßen    | 15,72 m       | 2             | 15,72 m       | 3             | Bronze |
| Wilhelm Uebler         | Kugelstoßen    | 14,69 m       | 5             | 14,69 m       | 6             | 6      |
| Hermann Hänchen        | Diskuswurf     | 42,08 m       | 14            | ausgeschieden | ausgeschieden | 14     |
| Hans Hoffmeister       | Diskuswurf     | 39,17 m       | 25            | ausgeschieden | ausgeschieden | 25     |
| Ernst Paulus           | Diskuswurf     | 44,15 m       | 7             | ausgeschieden | ausgeschieden | 7      |
| Bruno Schlokat         | Speerwurf      | 63,40 m       | 5             | 63,40 m       | 5             | 5      |
| Erich Stoschek         | Speerwurf      | 59,86 m       | 11            | ausgeschieden | ausgeschieden | 11     |

Mehrkampf
| Athleten         | 100 m  | 100 m | Weitsprung | Weitsprung | Kugelstoßen | Kugelstoßen | Hochsprung | Hochsprung | 400 m  | 400 m | 110 m Hürden | 110 m Hürden | Diskuswurf | Diskuswurf | Stabhochsprung | Stabhochsprung | Speerwurf | Speerwurf | 1500 m     | 1500 m | Punkte | Rang |
| Athleten         | Zeit   | Pkte. | Weite      | Pkte.      | Weite       | Pkte.       | Höhe       | Pkte.      | Zeit   | Pkte. | Zeit         | Pkte.        | Weite      | Pkte.      | Höhe           | Pkte.          | Weite     | Pkte.     | Zeit       | Pkte.  | Punkte | Rang |
| ---------------- | ------ | ----- | ---------- | ---------- | ----------- | ----------- | ---------- | ---------- | ------ | ----- | ------------ | ------------ | ---------- | ---------- | -------------- | -------------- | --------- | --------- | ---------- | ------ | ------ | ---- |
| Zehnkampf Männer |        |       |            |            |             |             |            |            |        |       |              |              |            |            |                |                |           |           |            |        |        |      |
| Hugo Barth       | 12,0 s | 605   | 6,87 m     | 783        | 11,34 m     | 566         | 1,65 m     | 504        | 52,8 s | 684   | 16,4 s       | 662          | 34,89 m    | 561        | 3,00 m         | 357            | 52,73 m   | 629       | 5:04,6 min | 534    | 5885   | 11   |
| Erwin Huber      | 11,8 s | 643   | 6,79 m     | 764        | 11,92 m     | 602         | 1,60 m     | 464        | 54,8 s | 601   | 16,8 s       | 620          | 33,07 m    | 525        | 3,20 m         | 406            | 45,42 m   | 521       | 4:46,0 min | 643    | 5789   | 15   |
| Wilhelm Ladewig  | 11,8 s | 643   | 6,73 m     | 750        | 10,96 m     | 543         | 1,80 m     | 627        | 52,4 s | 701   | 16,6 s       | 641          | 30,74 m    | 479        | 3,10 m         | 381            | 46,10 m   | 531       | 4:42,0 min | 668    | 5964   | 10   |
| Hermann Lemperle | 11,6 s | 683   | 6,50 m     | 697        | 12,96 m     | 665         | 1,65 m     | 504        | 52,8 s | 684   | 17,8 s       | 520          | 36,99 m    | 604        | kein Höhe      | 0              | 41,05 m   | 457       | 4:41,6 min | 670    | 5484   | 19   |

### Moderner Fünfkampf
| Athleten       | Schießen | Schwimmen | Fechten | Laufen | Reiten | Rang   |
| Athleten       | Rang     | Rang      | Rang    | Rang   | Rang   | Rang   |
| -------------- | -------- | --------- | ------- | ------ | ------ | ------ |
| Männer         |          |           |         |        |        |        |
| Heinz Hax      | 1        | 15        | 21      | 20     | 2      | 5      |
| Hermann Hölter | 16       | 8         | 11      | 13     | 21     | 7      |
| Helmuth Kahl   | 10       | 9         | 2       | 19     | 12     | Bronze |

### Radsport

#### Bahn
| Athleten       | Wettbewerb        | Zeit       | Rang |
| -------------- | ----------------- | ---------- | ---- |
| Männer         |                   |            |      |
| Kurt Einsiedel | 1000 m Zeitfahren | 1:17,1 min | 5    |

| Athleten                                               | Wettbewerb                   | Vorlauf                | Vorlauf | Viertelfinale                       | Viertelfinale | Halbfinale                  | Halbfinale    | Finale/Platz 3                            | Finale/Platz 3 | Rang   |
| Athleten                                               | Wettbewerb                   | Gegner                 | Rang    | Gegner                              | Rang          | Gegner                      | Rang          | Gegner                                    | Rang           | Rang   |
| ------------------------------------------------------ | ---------------------------- | ---------------------- | ------- | ----------------------------------- | ------------- | --------------------------- | ------------- | ----------------------------------------- | -------------- | ------ |
| Männer                                                 |                              |                        |         |                                     |               |                             |               |                                           |                |        |
| Hans Bernhardt                                         | Sprint                       | James Davies Cavit Cav | 1       | Yves Van Massenhove                 | 1             | Roger Beaufrand             | 2             | Willy Hansen                              | Platz 3: 2     | 4      |
| Josef Steger Anton Joksch Hans Dormbach Kurt Einsiedel | 4000 m Mannschaftsverfolgung | Kanada                 | 1       | Italien                             | 2             | ausgeschieden               | ausgeschieden | ausgeschieden                             | ausgeschieden  | 5      |
| Hans Bernhardt Karl Köther                             | Tandem                       | –                      | –       | Ludwik Turowski/Stanisław Podgórski | 1             | Bernard Leene/Daan van Dijk | 2             | Platz 3: Adolfo Corsi/Francesco Malatesta | 1              | Bronze |

#### Straße
| Athleten          | Wettbewerb    | Zeit      | Rang |
| ----------------- | ------------- | --------- | ---- |
| Männer            |               |           |      |
| Arthur Essing     | Straßenrennen | DNF       | DNF  |
| Karl Koch         | Straßenrennen | 5:33:32 h | 45   |
| Otto Kürschner    | Straßenrennen | DNF       | DNF  |
| Bernhard Stübecke | Straßenrennen | DNF       | DNF  |

### Reiten
| Dressur                                                                                                  |            |        |      |
| Athleten                                                                                                 | Wettbewerb | Punkte | Rang |
| Carl-Friedrich von Langen mit Draufgänger                                                                | Einzel     | 237,42 | Gold |
| Hermann Linkenbach mit Gimpel                                                                            | Einzel     | 224,26 | 6    |
| Eugen von Lotzbeck mit Caracalla                                                                         | Einzel     | 208,04 | 11   |
| Carl-Friedrich von Langen mit Draufgänger Hermann Linkenbach mit Gimpel Eugen von Lotzbeck mit Caracalla | Mannschaft | 669,72 | Gold |

| Springen                                                                                       |            |          |        |      |
| Athleten                                                                                       | Wettbewerb | Zeit     | Fehler | Rang |
| Eduard Krüger mit Donauwelle                                                                   | Einzel     | 1:33 min | 2      | 11   |
| Richard Sahla mit Correggio                                                                    | Einzel     | 1:15 min | 4      | 14   |
| Carl-Friedrich von Langen mit Falkner                                                          | Einzel     | 1:42 min | 8      | 28   |
| Eduard Krüger mit Donauwelle Richard Sahla mit Correggio Carl-Friedrich von Langen mit Falkner | Mannschaft | –        | 14     | 7    |

| Vielseitigkeit                                                                   |            |         |        |
| Athleten                                                                         | Wettbewerb | Punkte  | Rang   |
| Bruno Neumann mit Ilja                                                           | Einzel     | 1944,42 | Bronze |
| Walter Feyerabend mit Alpenrose                                                  | Einzel     | DNF     | DNF    |
| Rudolf Lippert mit Flucht                                                        | Einzel     | 1872,62 | 10     |
| Bruno Neumann mit Ilja Rudolf Lippert mit Flucht Walter Feyerabend mit Alpenrose | Mannschaft | 3817,04 | 4      |

### Ringen
| Athleten        | Wettbewerb                            | 1. Runde       | 1. Runde | 2. Runde          | 2. Runde | 3. Runde       | 3. Runde | Achtelfinale    | Achtelfinale  | Viertelfinale       | Viertelfinale | Halbfinale        | Halbfinale    | Finale           | Finale        | Rang   |
| Athleten        | Wettbewerb                            | Gegner         | Ergebnis | Gegner            | Ergebnis | Gegner         | Ergebnis | Gegner          | Ergebnis      | Gegner              | Ergebnis      | Gegner            | Ergebnis      | Gegner           | Ergebnis      | Rang   |
| --------------- | ------------------------------------- | -------------- | -------- | ----------------- | -------- | -------------- | -------- | --------------- | ------------- | ------------------- | ------------- | ----------------- | ------------- | ---------------- | ------------- | ------ |
| Männer          |                                       |                |          |                   |          |                |          |                 |               |                     |               |                   |               |                  |               |        |
| Kurt Leucht     | Bantamgewicht, griechisch-römisch     | Henryk Ganzera | gewonnen | Eduardo Bosc      | gewonnen | –              | –        | Svend Martinsen | gewonnen      | Eduard Pütsep       | gewonnen      | Freilos           | Freilos       | Jindřich Maudr   | gewonnen      | Gold   |
| Ernst Steinig   | Federgewicht, griechisch-römisch      | Leon Mazurek   | gewonnen | Ricardo Rey       | gewonnen | –              | –        | Jacques Dillen  | gewonnen      | Aleksanteri Toivola | gewonnen      | Voldemar Väli     | verloren      | ausgeschieden    | ausgeschieden | 5      |
| Eduard Sperling | Leichtgewicht, griechisch-römisch     | Vladimír Vávra | verloren | Piero Postini     | gewonnen | Frits Janssens | gewonnen | Ryszard Błażyca | gewonnen      | Tayyar Yalaz        | gewonnen      | Edvard Westerlund | gewonnen      | Lajos Keresztes  | verloren      | Silber |
| Hermann Simon   | Mittelgewicht, griechisch-römisch     | Albert Kusnets | verloren | Nurettin Baytorun | verloren | –              | –        | ausgeschieden   | ausgeschieden | ausgeschieden       | ausgeschieden | ausgeschieden     | ausgeschieden | ausgeschieden    | ausgeschieden | 13     |
| Adolf Rieger    | Halbschwergewicht, griechisch-römisch | Einar Hansen   | gewonnen | Robert Gaupset    | gewonnen | –              | –        | Jan Gałuszka    | gewonnen      | Otto Pohla          | gewonnen      | Nicolas Appels    | gewonnen      | Ibrahim Moustafa | verloren      | Silber |
| Georg Gehring   | Schwergewicht, griechisch-römisch     | Emil Larsen    | gewonnen | S. de Lanfranchi  | gewonnen | –              | –        | Mehmet Çoban    | gewonnen      | Aleardo Donati      | gewonnen      | Rudolf Svensson   | verloren      | Hjalmar Nyström  | gewonnen      | Bronze |

### Rudern
| Athleten | Wettbewerb             | 1. Runde   | 1. Runde | Hoffnungslauf | Hoffnungslauf | Achtelfinale  | Achtelfinale  | Hoffnungslauf | Hoffnungslauf | Viertelfinale | Viertelfinale | Halbfinale    | Halbfinale    | Finale        | Finale        | Rang |
| Athleten | Wettbewerb             | Zeit       | Rang     | Zeit          | Rang          | Zeit          | Rang          | Zeit          | Rang          | Zeit          | Rang          | Zeit          | Rang          | Zeit          | Rang          | Rang |
| --- | ---------------------- | ---------- | -------- | ------------- | ------------- | ------------- | ------------- | ------------- | ------------- | ------------- | ------------- | ------------- | ------------- | ------------- | ------------- | ---- |
| Männer |                        |            |          |               |               |               |               |               |               |               |               |               |               |               |               |      |
| Walter Flinsch | Einer                  | 8:21,8 min | 2        | 8:23,4 min    | 2             | ausgeschieden | ausgeschieden | ausgeschieden | ausgeschieden | ausgeschieden | ausgeschieden | ausgeschieden | ausgeschieden | ausgeschieden | ausgeschieden | 13   |
| Bruno Müller Kurt Moeschter | Zweier ohne Steuermann | 8:14,2 min | 1        | –             | –             | –             | –             | –             | –             | 7:19,4 min    | 1             | 7:08,2 min    | 1             | 7:06,4 min    | 1             | Gold |
| Horst Hoeck Gerhard Voigt | Doppelzweier           | 8:02,2 min | 1        | –             | –             | 6:54,4 min    | 1             | –             | –             | 6:48,2 min    | 2             | ausgeschieden | ausgeschieden | ausgeschieden | ausgeschieden | 4    |
| Heinrich Zänker Wolfgang Goedecke Günther Roll Werner Zschiesche                                                                          | Vierer ohne Steuermann | 7:21,0 min | 2        | 7:21,4 min    | 1             | –             | –             | –             | –             | unbekannt     | 2             | ausgeschieden | ausgeschieden | ausgeschieden | ausgeschieden | 4    |
| Karl Golzo Hans Nickel Karl Hoffmann Werner Kleine Alfred Krohn (Steuermann)                                                              | Vierer mit Steuermann  | 7:19,8 min | 1        | –             | –             | 8:04,4 min    | 2             | 6:58,4 min    | 1             | 7:26,4 min    | 2             | ausgeschieden | ausgeschieden | ausgeschieden | ausgeschieden | 4    |
| Karl Aletter Ernst Gaber Wilhelm Reichert Erwin Hoffstätter Hermann Herbold Gustav Maier Robert Huber Hans Maier Fritz Bauer (Steuermann) | Achter                 | 6:33,0 min | 1        | –             | –             | 6:31,6 min    | 1             | –             | –             | 6:42,8 min    | 2             | ausgeschieden | ausgeschieden | ausgeschieden | ausgeschieden | 5    |

### Schwimmen
| Athleten                                                      | Wettbewerb         | Vorlauf       | Vorlauf | Halbfinale    | Halbfinale    | Finale        | Finale        | Rang   |
| Athleten                                                      | Wettbewerb         | Zeit          | Rang    | Zeit          | Rang          | Zeit          | Rang          | Rang   |
| ------------------------------------------------------------- | ------------------ | ------------- | ------- | ------------- | ------------- | ------------- | ------------- | ------ |
| Frauen                                                        |                    |               |         |               |               |               |               |        |
| Reni Erkens                                                   | 100 m Freistil     | 1:15,0 min    | 4       | ausgeschieden | ausgeschieden | ausgeschieden | ausgeschieden | 13     |
| Reni Erkens                                                   | 400 m Freistil     | unbekannt     | 4       | ausgeschieden | ausgeschieden | ausgeschieden | ausgeschieden | 11–20  |
| Lotte Lehmann                                                 | 100 m Freistil     | 1:15,6 min    | 1       | 1:15,8 min    | 3             | 1:15,2 min    | 6             | 6      |
| Lotte Lehmann                                                 | 400 m Freistil     | 6:28,0 min    | 4       | ausgeschieden | ausgeschieden | ausgeschieden | ausgeschieden | 14–19  |
| Dora Schönemann                                               | 400 m Freistil     | 6:37,0 min    | 6       | ausgeschieden | ausgeschieden | ausgeschieden | ausgeschieden | 17–20  |
| Lotte Mühe                                                    | 200 m Brust        | 3:14,2 min    | 1       | 3:16,8 min    | 2             | 3:17,6 min    | 3             | Bronze |
| Hilde Schrader                                                | 200 m Brust        | 3:11,6 min OR | 1       | 3:11,2 min WR | 1             | 3:12,6 min    | 1             | Gold   |
| Elfriede Zimmermann                                           | 200 m Brust        | 3:18,6 min    | 2       | unbekannt     | 5             | ausgeschieden | ausgeschieden | 8–11   |
| Lotte Lehmann Reni Erkens Herta Wunder Irmintraut Schneider   | 4 × 100 m Freistil | –             | –       | 5:19,0 min    | 2             | 5:14,4 min    | 4             | 4      |
| Männer                                                        |                    |               |         |               |               |               |               |        |
| August Heitmann                                               | 100 m Freistil     | 1:02,2 min    | 3       | 1:03,6 min    | 3             | ausgeschieden | ausgeschieden | 8      |
| Karl Schubert                                                 | 100 m Freistil     | 1:03,8 min    | 2       | unbekannt     | 5             | ausgeschieden | ausgeschieden | 11–15  |
| Herbert Heinrich                                              | 100 m Freistil     | unbekannt     | 4       | ausgeschieden | ausgeschieden | ausgeschieden | ausgeschieden | 17–30  |
| Herbert Heinrich                                              | 400 m Freistil     | 5:20,0 min    | 2       | unbekannt     | 5             | ausgeschieden | ausgeschieden | 8–10   |
| Friedel Berges                                                | 400 m Freistil     | 5:27,8 min    | 3       | ausgeschieden | ausgeschieden | ausgeschieden | ausgeschieden | 12–15  |
| Walter Handschuhmacher                                        | 400 m Freistil     | 5:32,0 min    | 3       | ausgeschieden | ausgeschieden | ausgeschieden | ausgeschieden | 15–17  |
| Walter Handschuhmacher                                        | 1500 m Freistil    | 22:18,6 min   | 4       | ausgeschieden | ausgeschieden | ausgeschieden | ausgeschieden | 9      |
| Ernst Budig                                                   | 100 m Brust        | 2:58,6 min    | 5       | ausgeschieden | ausgeschieden | ausgeschieden | ausgeschieden | 11     |
| Erich Rademacher                                              | 100 m Brust        | 2:52,0 min OR | 1       | 2:56,6 min    | 1             | 2:50,6 min    | 2             | Silber |
| Erwin Sietas                                                  | 100 m Brust        | 2:57,4 min    | 2       | 2:57,8 min    | 3             | 2:56,6 min    | 4             | 4      |
| Ernst Küppers                                                 | 100 m Rücken       | 1:14,0 min    | 1       | 1:14,2 min    | 2             | 1:13,8 min    | 5             | 5      |
| Albert Schumburg                                              | 100 m Rücken       | 1:16,6 min    | 3       | ausgeschieden | ausgeschieden | ausgeschieden | ausgeschieden | 12–13  |
| Johann Schulz                                                 | 100 m Rücken       | 1:17,2 min    | 4       | ausgeschieden | ausgeschieden | ausgeschieden | ausgeschieden | 13–15  |
| Karl Schubert Herbert Heinrich August Heitmann Friedel Berges | 4 × 200 m Freistil | –             | –       | unbekannt     | 4             | ausgeschieden | ausgeschieden | 9–13   |

### Segeln
| Athleten                                                          | Wettbewerb     | Rennen 1 | Rennen 1 | Rennen 2 | Rennen 2 | Rennen 3 | Rennen 3 | Rennen 4 | Rennen 4 | Rennen 5 | Rennen 5 | Rennen 6 | Rennen 6 | Rennen 7 | Rennen 7 | Rennen 8 | Rennen 8 | Rang |
| Athleten                                                          | Wettbewerb     | Punkte   | Rang     | Punkte   | Rang     | Punkte   | Rang     | Punkte   | Rang     | Punkte   | Rang     | Punkte   | Rang     | Punkte   | Rang     | Punkte   | Rang     | Rang |
| ----------------------------------------------------------------- | -------------- | -------- | -------- | -------- | -------- | -------- | -------- | -------- | -------- | -------- | -------- | -------- | -------- | -------- | -------- | -------- | -------- | ---- |
| Männer                                                            |                |          |          |          |          |          |          |          |          |          |          |          |          |          |          |          |          |      |
| Edgar Beyn                                                        | 12-Fuß-Jolle   | 3        | 5        | 2        | 3        | 1        | 2        | 3        | 1        | 4        | 3        | 4        | 4        | 6        | 4        | 7        | 6        | 5    |
| Erich Laeisz Anton Huber Hans Paschen Oswald Thomsen Carl Wentzel | 6-Meter-Klasse |          | 5        |          | 11       |          | 7        |          | 10       |          |          |          |          |          |          |          |          | 9    |

### Wasserball
| Wettbewerb    | Männer |
| ------------- | --- |
| Athleten      | Max Amann Karl Bähre Emil Benecke Johannes Blank Otto Cordes Fritz Gunst Erich Rademacher Joachim Rademacher |
| Vorrunde      | Spanien 5:1 (4:0) Niederlande 1:2 (1:2) Frankreich 2:0 (2:0)                                                 |
| Viertelfinale | Belgien 5:3                                                                                                  |
| Halbfinale    | Großbritannien 8:5                                                                                           |
| Finale        | Ungarn 5:2                                                                                                   |
| Platzierung   | Gold |

### Wasserspringen
| Athleten           | Wettbewerb        | Vorkampf | Vorkampf | Finale        | Finale        | Rang |
| Athleten           | Wettbewerb        | Punkte   | Rang     | Punkte        | Rang          | Rang |
| ------------------ | ----------------- | -------- | -------- | ------------- | ------------- | ---- |
| Frauen             |                   |          |          |               |               |      |
| Ilse Meudtner      | 3 m Kunstspringen | –        | –        | 67,42         | 4             | 4    |
| Lini Söhnchen      | 3 m Kunstspringen | –        | –        | 63,28         | 6             | 6    |
| Margret Borgs      | 3 m Kunstspringen | –        | –        | 65,16         | 5             | 5    |
| Margret Borgs      | 10 m Turmspringen | 23,60    | 9        | ausgeschieden | ausgeschieden | 15   |
| Hanni Rehborn      | 10 m Turmspringen | 28,20    | 5        | 26,50         | 6             | 6    |
| Männer             |                   |          |          |               |               |      |
| Arthur Mund        | 3 m Kunstspringen | 148,48   | 6        | 154,72        | 5             | 5    |
| Heinz Plumanns     | 3 m Kunstspringen | 148,00   | 7        | 150,18        | 8             | 8    |
| Ewald Riebschläger | 3 m Kunstspringen | 151,20   | 5        | 153,86        | 6             | 6    |
| Ewald Riebschläger | 10 m Turmspringen | 81,98    | 7        | 82,44         | 5             | 5    |
| Julius Rehborn     | 10 m Turmspringen | 83,46    | 6        | 67,78         | 9             | 9    |
| Karl Schumm        | 10 m Turmspringen | 81,44    | 8        | 80,54         | 6             | 6    |